# 高丽佐领
高丽佐领（转写：solho niru），又名“朝鲜佐领”（穆麟德轉寫：coohiyan niru）或“索罗豁满洲”（转写：solho manju），是内三旗包衣佐领的一种，由后金或清朝初期自朝鲜而来的归附人丁组成。此外，满洲旗分佐领下也有一定数量的高丽佐领。

## 简介
高丽佐领为内务府属包衣佐领独有，其数量共有两个，均隶属于正黄旗包衣第四参领之中。根据《满洲八旗氏族通谱》记载，高丽佐领下人共有43个姓氏，均为后金或清朝初期自朝鲜主动投奔之人。其中以金氏、韩氏两个家族最为显赫，他们分别在《满洲八旗氏族通谱》中名列“满洲旗份内的高丽姓氏”前两位。两个家族均以军功起家，并获封世职。尤其金氏在乾隆年间还以淑嘉皇贵妃出自其家族的缘故，被嘉庆帝赐姓金佳氏，抬入满洲正黄旗。淑嘉皇贵妃之兄金简也成为了乾隆年间的重臣之一。其他显赫的高丽佐领世家还有李氏、朴氏、张氏等，高丽佐领下人在递补内务府官缺、挑选包衣马甲、护军等兵缺时都与满洲佐领下人享受同样的待遇。

### 别称高丽佐领的佐领
满洲旗分佐领下也有朝鲜归附人丁所组成的专有佐领，即正黄旗满洲都统第四参领下第九、第十佐领；正红旗满洲都统第一参领下第十二、十三、十四、十五佐领均由满洲立国之初的朝鲜归附人丁及其后裔滋生人丁所编立，虽不以“高丽佐领”为正式命名，但因其源流有时也称“高丽佐领”。

### 引证
1. 1 2  杜家骥 2008，第462頁
2. 1 2  福格 1984，第6頁
3. 1 2  杜家骥 2008，第439頁
4. 1 2 3  徐凯：《满洲八旗中的高丽士大夫家族》，国家清史编纂委员会
5. ↑  杜家骥 2008，第440頁
6. ↑  鄂尔泰等 1985，第66頁
7. ↑  弘昼等 2002，第788-789頁
8. ↑  徐凯：《满洲八旗中的高丽士大夫家族》，国家清史编纂委员会
9. ↑  弘昼等 2002，第789頁
10. ↑  鄂尔泰等 1985，第56, 93頁
11. ↑   參:

### 书籍
- 杜家骥. . 人民出版社. 2008  [2012-12-28]. ISBN 9787010067537. （原始内容存档于2013-11-02）.
- 鄂尔泰等. . 东北师范大学出版社. 1985  [2012-12-28]. （原始内容存档于2013-11-03）.
- 福格. . 中华书局. 1984  [2012-12-28]. ISBN 9787101016987. （原始内容存档于2013-11-15）.
- 弘昼等. . 辽海出版社. 2002  [2012-12-28]. ISBN 9787806691892. （原始内容存档于2013-11-15）.

### 论文
- 徐凯：《论金简》[]，国家清史编纂委员会
- 徐凯：《满洲八旗中的高丽士大夫家族》[]，国家清史编纂委员会